# Michael Phelps
Pour les articles homonymes, voir Phelps.
Michael Fred Phelps est un nageur américain, né le 30 juin 1985 à Towson (Maryland, États-Unis). Spécialiste des épreuves de papillon, de nage libre et de quatre nages, il est le sportif le plus médaillé de l'histoire des Jeux olympiques, toutes disciplines confondues, avec 28 médailles dont 23 d'or remportées entre 2004 et 2016. Il est également le nageur le plus titré de l'histoire des Championnats du monde de natation en grand bassin, avec 26 médailles d'or remportées entre 2001 et 2011.
Il est le seul nageur à avoir conservé un titre sur quatre olympiades consécutives, en l’occurrence sur 200 m quatre nages et en relais 4 x 200 m nage libre et 4 x 100 m quatre nages. Plus généralement, au cours de sa carrière, il a remporté 49 des 63 épreuves (en étant présent sur 61 podiums) qu’il a disputées pendant des Jeux olympiques ou des Championnats du monde.
Formé à Baltimore, dans l’État du Maryland où il est né, son premier succès international est un titre de champion du monde en 2001 sur 200 m papillon, améliorant à l’âge de 16 ans le record du monde de la distance. Il confirme l'étendue de son talent lors des championnats du monde de 2003, remportant les médailles d'or du 200 m papillon puis des 200 m et 400 m quatre nages. Il bat par la même occasion les records du monde de ces deux dernières disciplines. L'année suivante aux Jeux olympiques d'Athènes, il remporte 8 médailles dont 6 d'or et égale le record du gymnaste Aleksandr Dityatin pour le nombre de médailles remportées au cours d'une même olympiade. Lors des mondiaux 2005 et 2007, il ajoute 12 titres et 5 records du monde à son palmarès, notamment sur 200 m nage libre, une nouveauté pour lui.
Aux Jeux olympiques de Pékin en 2008, il remporte les huit épreuves auxquelles il participe, dépassant ainsi le record de sept titres olympiques obtenus par le nageur Mark Spitz en 1972. Il améliore au passage les records du monde des 200 m papillon, 200 m nage libre, 200 m quatre nages, 400 m quatre nages, relais 4 × 100 m nage libre, 4 × 200 m nage libre et 4 × 100 m quatre nages. Après des championnats du monde 2009 et 2011 réussis (dix titres et quatre records du monde), il conserve aux Jeux olympiques de Londres en 2012 quatre de ses huit titres olympiques avant d'annoncer sa retraite sportive. Il reprend néanmoins la compétition en 2014, mais la Fédération ne l’autorise pas à participer aux mondiaux de 2015 à Kazan pour avoir conduit en état d'ivresse.
C'est aux Jeux olympiques de Rio en 2016 qu'il fait son retour au plus haut niveau, s'adjugeant à 31 ans cinq titres olympiques supplémentaires dont deux en individuel. Avec six podiums, il est comme en 2004, en 2008 et en 2012 l'athlète le plus médaillé de ces Jeux, tous sports confondus. Il déclare à nouveau prendre sa retraite sportive à l’issue de la compétition, annonce qui est cette fois suivie d’effet.
Ses titres internationaux ainsi que ses nombreux records du monde lui ont valu d'être nommé nageur de l'année à huit reprises et nageur américain de l'année à onze reprises. Grâce à ses treize titres olympiques individuels, il bat le record qui était détenu depuis les Jeux olympiques antiques par Léonidas de Rhodes (détenteur de douze titres individuels sur quatre olympiades entre 164 et 152 av. J.-C.).

## Jeunesse
Michael Phelps est né et a grandi à Towson (Maryland), une commune dans la banlieue de Baltimore. Son père, Fred, travaille pour la police de l'État du Maryland, tandis que sa mère Debbie est directrice d'école. Ses parents ont divorcé en 1994. Surnommé « MP », Michael a deux sœurs plus âgées, Whitney et Hilary, également nageuses. Whitney a d'ailleurs participé aux Sélections olympiques en 1996 en vue des Jeux d'Atlanta, avant que des blessures ne mettent fin à sa carrière.
Très jeune, Michael Phelps est traité pour un trouble déficitaire de l'attention (hyperactivité) avec l'hypermobilité articulaire qui l'aidera à réaliser ses exploits sportifs. Il commence à pratiquer la natation à l'âge de sept ans, pour suivre ses sœurs d'une part, et pour essayer de canaliser son excès d'énergie d'autre part. Il éclot rapidement dans ce sport et à 10 ans, il détient déjà un record national dans sa catégorie.
À quinze ans, en 2000, il obtient sa qualification sur 200 m papillon pour les Jeux olympiques de Sydney, en terminant deuxième des sélections à Indianapolis derrière Tom Malchow, détenteur du record du monde de la discipline.

## Carrière sportive

### 2000-2003: premières victoires
Adolescent, Phelps s'entraîne au « North Baltimore Aquatic Club » sous la direction de Bob Bowman. En 2000, âgé de quinze ans, il participe à ses premiers Jeux olympiques à Sydney, devenant le plus jeune Américain à concourir aux Jeux depuis soixante-huit ans (après Dominique Moceanu 14 ans, Atlanta 1996). Néanmoins, il n'y remporte aucune médaille, finissant seulement cinquième du 200 m papillon, à 33 centièmes de la troisième place. Il continue quand même à travailler et se fait en peu de temps un nom dans la discipline. Il remporte notamment les sélections américaines sur 200 m papillon en battant le champion olympique de la spécialité Tom Malchow et obtenant le record du monde en 1 min 54 s 92.
Cinq mois après les Jeux olympiques de Sydney, il devient le plus jeune détenteur d'un record du monde à quinze ans et neuf mois, devenant ainsi champion du monde lors des Mondiaux de Fukuoka. En 2003, lors des Championnats du monde de Barcelone, il devient également le premier nageur à battre cinq records mondiaux lors de la même compétition, remportant trois médailles d'or et deux médailles d'argent. En juin 2003, il reçoit son diplôme de fin d'études du Lycée de Towson.

### 2004: Athènes, la confirmation
En 2004, Phelps quitte le North Baltimore Aquatic Club accompagné de Bob Bowman et part s'entraîner à l’Université du Michigan à Ann Arbor, au Club Wolverine.
Quelques mois plus tard, il se rend aux Jeux d’Athènes, avec pour ambition de battre le record de Mark Spitz, qui a remporté sept titres olympiques en 1972. Son sponsor Speedo lui offre un million de dollars s’il égale ou bat ce record. Phelps s’aligne donc sur huit épreuves dont trois relais : le 200 m nage libre, le 100 m papillon, le 200 m papillon, le 200 m quatre nages, le 400 m quatre nages, le relais 4 × 100 m nage libre, le relais 4 × 200 m nage libre et le relais 4 × 100 m quatre nages.
Le 14 août 2004, il remporte sa première médaille d’or, sur 400 m 4 nages, établissant un nouveau record du monde (4 min 8 s 26). Deux jours plus tard, lors de la finale du 200 m nage libre, il est battu par l’Australien Ian Thorpe et le Néerlandais Pieter van den Hoogenband. Ceci met donc fin à ses espoirs de battre le record de Mark Spitz. Le 20 août, en finale du 100 m papillon, Phelps bat son coéquipier américain Ian Crocker (détenteur du record du monde) de quatre centièmes de seconde.
Au total, Phelps remporte six médailles d’or et deux médailles de bronze (sur 200 m libre et sur le relais 4 × 100 m nage libre), ce qui fait un total de huit au cours des mêmes Jeux olympiques : il égale ainsi le record établi par le gymnaste russe Alexander Dityatin lors des Jeux d’été de Moscou, en 1980.

### 2005-2007: de Montréal à Melbourne

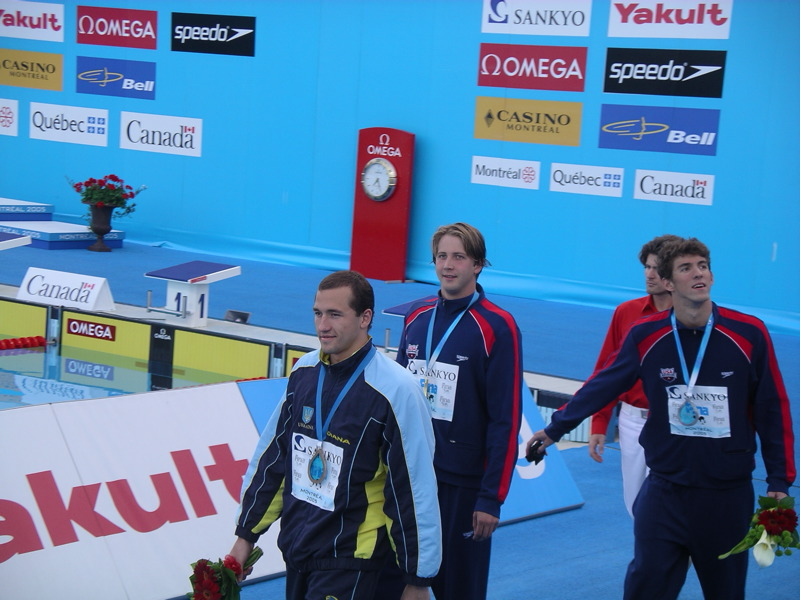
Tour d'honneur des médaillés du 100 m papillon lors des Championnats du monde 2005. Michael Phelps (à droite) est médaillé d'argent derrière son compatriote Ian Crocker (au centre) et devant l'Ukrainien Andriy Serdinov (à gauche).

Phelps déménage à Ann Arbor quand son entraîneur Bob Bowman devient l'entraîneur en chef de l'équipe de natation de l'Université du Michigan. Phelps y officie comme entraîneur volontaire, mais ne nage pas avec l'équipe universitaire lors des championnats NCAA, ayant en effet perdu son statut amateur quand il a accepté les contrats de la part de ses sponsors, Speedo, VISA, Omega et PowerBar. Il continue à s'entraîner et concourt pour le Club Wolverine, un club affilié à l'université entre 2004 et 2008.
En 2005, lors des Championnats du monde de Montréal, il remporte son premier titre majeur sur 200 m nage libre, confirmant ainsi son titre en petit bassin obtenu sur la même distance quelques mois plus tôt.
L'année suivante, lors des championnats pan-pacifiques, il remporte cinq médailles, battant par la même occasion trois records du monde.
En mars 2007, aux Championnats du monde de Melbourne, il est consacré sur sept épreuves, manquant de peu une huitième médaille d'or sur le relais 4 × 100 m quatre nages à cause de la disqualification de l'équipe américaine pourtant favorite. Pendant la compétition, il efface également cinq records du monde dont celui du 200 m nage libre, reléguant son dauphin Pieter van den Hoogenband à près de trois secondes. Ce record était détenu depuis 2001 par Ian Thorpe. À cette occasion, il est le premier nageur à passer sous 1 min 44 s.
Quelques jours plus tard, Phelps participe au « Duel in the Pool », compétition d'exhibition opposant les États-Unis à l'Australie, les deux plus grandes nations des derniers mondiaux.

### 2008: Pékin et 8 médailles d'or

#### Les objectifs

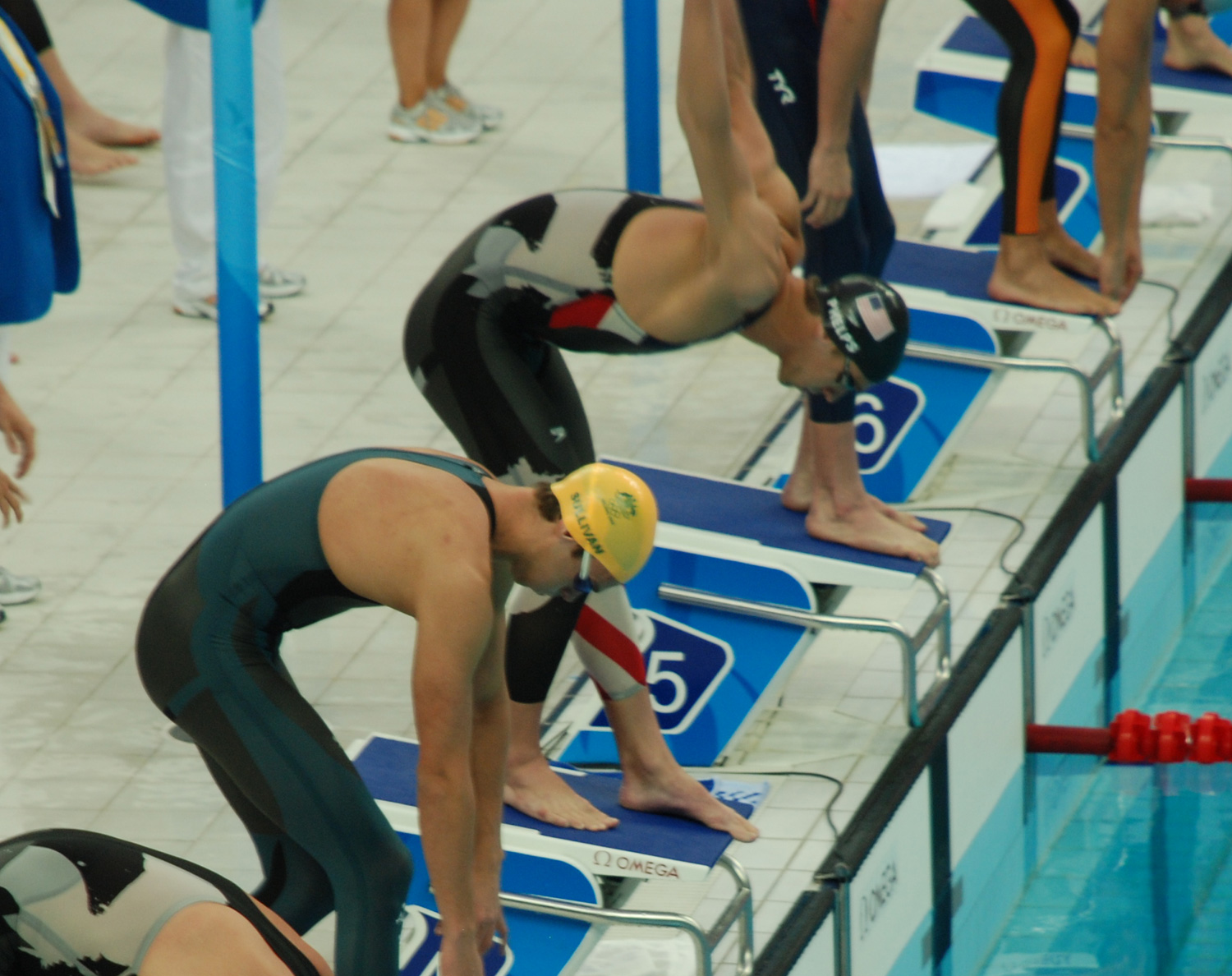
Michael Phelps aux côtés d'Eamon Sullivan au départ du relais des Jeux olympiques de Pékin, le 11 août 2008 au Water Cube.

En 2008, Michael Phelps décide de se donner une nouvelle chance de battre le record de sept médailles d'or de Mark Spitz. Il s'aligne donc sur neuf épreuves aux championnats des États-Unis : les 100 m, 200 m et 400 m nage libre, les 100 m et 200 m papillon, les 100 m et 200 m dos et les 200 m et 400 m quatre nages. Participant au 100 m, il ne nage que les séries, battant au passage son record personnel avec un temps de 47 s 92, assurant ainsi sa qualification pour le relais 4 × 100 m aux Jeux olympiques. Aligné également au départ du 400 m nage libre, il déclare forfait à cause du rythme trop soutenu des courses, les horaires de ces dernières étant trop rapprochés entre les séries. Il renonce également au 100 m et au 200 m dos, considérant qu'il doit améliorer cette nage, ne pouvant rivaliser avec Aaron Peirsol.
Il se qualifie cependant sur les cinq autres épreuves individuelles qui l'avaient couronné d'or aux Championnats du monde précédents. Déjà en forme, il bat deux records du monde sur les 200 m et 400 m quatre nages et établit la troisième performance de tous les temps sur 200 m nage libre avec 1 min 44 s 10 (derrière son propre record du monde, 1 min 43 s 86 et l'ancien record mondial de Ian Thorpe, 1 min 44 s 06).
Il aborde donc les Jeux olympiques de Pékin avec de meilleures chances de détrôner Spitz que lors des précédents jeux, mais il doit se méfier de Ian Crocker sur le 100 m papillon qu'il a quand même battu lors des sélections, de Ryan Lochte et László Cseh sur les épreuves de quatre nages ainsi que du relais 4 × 100 m nage libre français qui s'est rapproché à seulement huit centièmes du record du monde détenu par les Américains, lors de l'Open de Paris.

#### Déroulement des Jeux

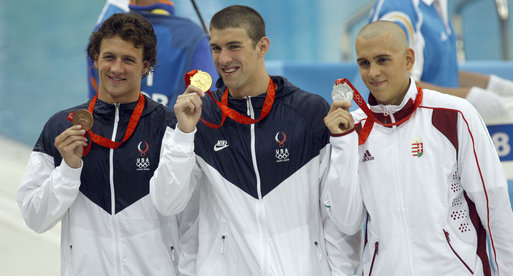
Phelps vainqueur du 400 m 4 nages à Pékin.

Le 10 août 2008, il commence les Jeux olympiques par une première médaille d'or au 400 m quatre nages où il bat son propre record mondial d'une seconde et demie, après avoir survolé les séries. Le lendemain, lors de la finale du relais 4 × 100 m nage libre, il remporte sa deuxième médaille d'or pour seulement huit centièmes après un long duel avec les Français. Il devient par la même occasion le troisième performeur de tous les temps sur 100 m nage libre, derrière les 47 s 24 d'Eamon Sullivan et les 47 s 50 d'Alain Bernard, ayant lancé le relais américain. En finale du 200 m nage libre, le 12 août, il remporte la médaille d'or et bat un nouveau record mondial en 1 min 42 s 96. Cette troisième médaille d'or porte son total à neuf titres olympiques ce qui lui permet de rejoindre des athlètes tels que Carl Lewis, Paavo Nurmi, Larissa Latynina et Mark Spitz (neuf titres chacun). Quelques minutes plus tard, il se qualifie pour la finale du 200 m papillon, dont il est le favori.
Le 13 août, il entre dans l'histoire en remportant son dixième titre olympique en signant la victoire sur le 200 m papillon en 1 min 52 s 3. Il bat ainsi de six centièmes de seconde le record qu'il avait lui-même établi le 28 mars 2007 à l'occasion des Mondiaux de Melbourne. Une heure plus tard, il remporte un autre titre en équipe (relais 4 × 200 m nage libre) en battant un autre record du monde (6 min 58 s 56), bouclant le premier relais en 1 min 43 s 31, deuxième performance de l'histoire. Deux jours plus tard, il devient champion olympique du 200 m quatre nages, devant László Cseh et Ryan Lochte, avec à la clé un nouveau record du monde.

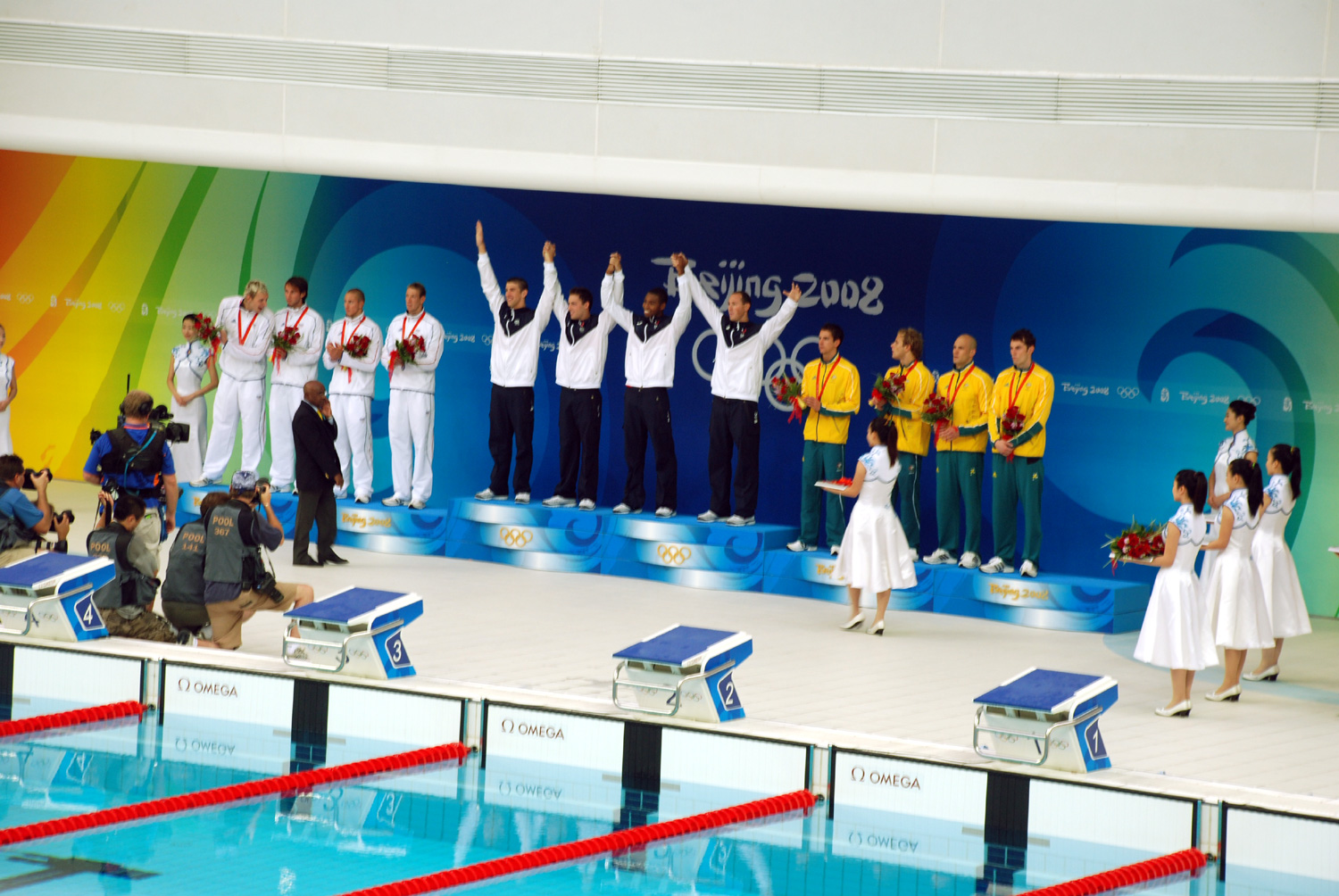
Phelps, Weber-Gale, Jones et Lezak victorieux du relais 4 × 100 m nage libre.

Le 16 août, Phelps passe tout près de la médaille d'argent lors de la finale du 100 m papillon, en ne s'imposant que d'un centième devant le Serbe Milorad Čavić. C'est la première fois lors de ces jeux que Phelps ne bat pas le record du monde. La Serbie porte réclamation pour que son nageur passe à la première place, ex æquo avec Phelps, les ralentis n'étant pas significatifs. La demande est toutefois rejetée par la FINA, expliquant que « la différence s'est faite car l'un des nageurs (Phelps) faisait un mouvement tandis qu'un autre (Čavić) glissait ». Phelps aurait de toute façon été sur la première marche du podium (ex æquo ou non), quelle qu'ait été la décision des arbitres. Ainsi, Michael Phelps égale le record du nombre de médailles d'or au cours de mêmes Jeux olympiques — sept en tout —, record jamais égalé depuis son établissement par Mark Spitz en 1972. À l'issue de la course, Mark Spitz a qualifié d'« épique » l'exploit de Michael Phelps. Avant de poursuivre : « Ça va vous montrer que non seulement ce gars est le plus grand nageur de tous les temps et le plus grand Olympien de tous les temps, mais peut-être aussi le plus grand athlète de tous les temps. C'est le plus grand coureur qui ait marché sur la planète. »
Le 17 août, Michael Phelps gagne sa huitième médaille d'or des Jeux grâce au relais 4 × 100 m quatre nages. Lors de son relais (papillon), Phelps rattrape le retard accumulé par le brasseur Brendan Hansen, signant un relais en 50 s 15, soit le relais lancé le plus rapide de tous les temps en papillon. Arrivant en tête, il place le dernier relayeur Jason Lezak dans les meilleures conditions pour la victoire. Les Australiens et les Japonais complètent le podium.

#### Bilan
Michael Phelps bat ainsi le record détenu par Mark Spitz, qui avait remporté sept titres olympiques en 1972. Sur les seize courses chez les hommes, Phelps en a gagné huit (en individuel ou en relais). Lors de ses finales, il bat sept records du monde et un record olympique. Cette performance inédite fait de lui le plus grand nageur de tous les temps,,,, mais également le deuxième sportif le plus titré des Jeux olympiques, ayant au total été médaillé seize fois, derrière la gymnaste russe Larissa Latynina. Son écrasante domination lui a valu des surnoms tels que The Baltimore Bullet (« La Balle de Baltimore ») ou « Le Glouton du Michigan »,.

### 2009: nouveaux objectifs

#### Entre polémiques et records
Après les Jeux olympiques, Michael Phelps s'octroie des vacances de cinq mois, durant lesquels il n'a « littéralement rien fait ». Il ne s'était plus arrêté de nager aussi longtemps depuis son adolescence[réf. nécessaire]. Sur ces cinq mois de repos, le nageur prend neuf kilos.
La reprise est difficile pour Phelps car, dès le début de l'année 2009, est publiée dans la presse une photo du nageur usant d'une pipe à cannabis lors d'une fête étudiante. Ce geste lui vaut une suspension de trois mois de la part de la fédération américaine de natation, USA Swimming. Précisant qu'il ne s'agit pas d'un manquement aux règlements antidopage, la fédération déclare « vouloir envoyer un message fort à Michael Phelps, car il a déçu un grand nombre de gens, en particulier les milliers d'enfants qui le considèrent comme un modèle ». La marque Kellogg's décide de son côté de mettre un terme à leur collaboration, jugeant le comportement du nageur incompatible avec l'image de l'entreprise. Cet événement, très médiatisé, a pour effet de faire réfléchir le sportif sur son avenir dans la natation. Il déclare ainsi se donner un délai d'un à deux mois pour se décider sur sa participation aux Jeux olympiques de 2012, et précise vouloir suivre un programme moins intensif que par le passé. Le 1er mars, il se rend compte qu'il veut bel et bien continuer à nager.

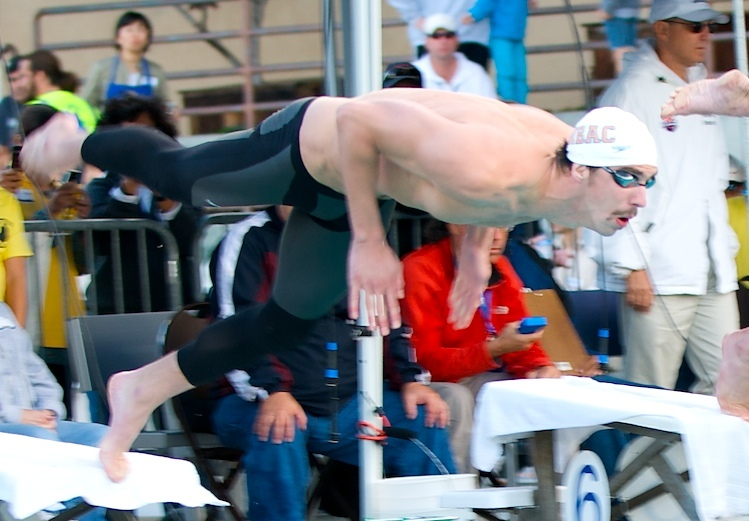
Michael Phelps au départ, meeting de Santa Clara 2009.

Après neuf mois sans compétition (dont les trois derniers sous suspension), Michael Phelps fait son retour dans les bassins à l'occasion du meeting UltraSwim de Charlotte. Il s'aligne sur cinq courses, dont quatre en sprint. Il s'adjuge la victoire sur deux épreuves qui lui sont familières, le 100 m papillon et le 200 m nage libre, dans des temps plus rapides que prévu. Sur 100 m dos, il échoue à la seconde place derrière le spécialiste Aaron Peirsol. Toutefois, la principale nouveauté reste une discipline dont il n'a pas l'habitude et qu'il commence tout juste à travailler : le sprint en nage libre. Il s'aligne ainsi sur 50 et 100 m. De plus, il se présente avec une nouvelle technique de nage basée sur les bras tendus lors du retour aérien, technique dite en « moulin à vent ». Sur 50 m, il obtient le huitième temps, soit la dernière place qualificative pour la finale, à laquelle il décide de ne pas prendre part. Enfin, sur 100 m, il atteint la deuxième place en finale, derrière le Français Frédérick Bousquet, récent recordman du monde de la distance. Dans l'ensemble, Phelps effectue donc un bon retour à la compétition, même si sa nouvelle technique n'est pas encore au point : étant plus fatigante, il n'a pas été capable de la maintenir sur toute une course, étant obligé d'alterner avec l'ancienne, ce qui l'a mené à commettre des erreurs.

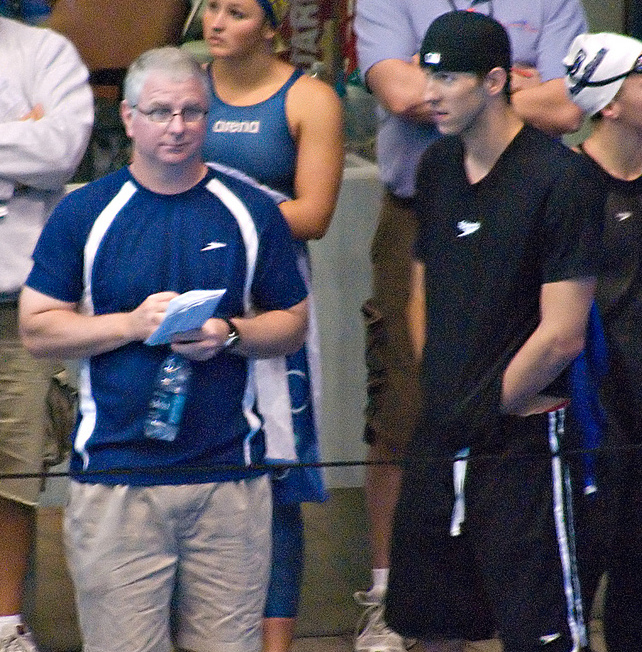
Phelps et son entraîneur Bob Bowman, aux sélections américaines de 2009.

Au mois de juin, Michael Phelps participe en Californie au meeting de Santa Clara. Aligné sur 100 m nage libre et 100 m dos, il termine deuxième des deux courses, respectivement derrière le champion du monde en titre, le canadien Brent Hayden et son coéquipier Ryan Lochte. Phelps a nagé les deux longueurs de libre en 48 s 44 et celles de dos en 54 s 31. Il remporte toutefois les courses des 200 m papillon et 400 m nage libre. À la question de sa position sur la polémique des combinaisons en polyuréthane, il répond qu'il continuera à nager en Speedo, équipementier qui ne propose pas de modèle 100 % polyuréthane ; il n'a ainsi pas quitté sa LZR Racer depuis son retour à la compétition. À la fin du mois, le nageur parachève sa préparation à la Coupe du Québec, à Montréal. Là-bas, il s'approche de huit centièmes du record du monde du 100 m papillon en nageant 50 s 48, ce qui constitue son nouveau record personnel. Pour l'occasion, il s'est muni de sa combinaison entière, là où il utilisait habituellement le simple pantalon lors des courses en papillon : « Dès mon entrée à l'eau, je me suis bien senti. C'est certain que dorénavant, j'utiliserai cette combinaison sur cette distance. » Il remporte également le 100 m nage libre en 48 s 65 mais est déçu de son temps.
Après ces quatre compétitions, Phelps se rend à Indianapolis disputer les sélections américaines pour les prochains championnats du monde. Ce n'est qu'à ce moment qu'il recouvre son poids de forme. Comme annoncé, il renonce aux 2200 et 400 m quatre nages, dont il est pourtant le détenteur des records du monde et multiple médaillé. Il s'aligne donc sur quatre épreuves individuelles : les 100 m et 200 m nage libre et papillon. Il entame les sélections le 8 juillet en gagnant la finale du 200 m nage libre, talonné par David Walters. Le même jour, il obtient sa qualification sur 200 m papillon avec la meilleure performance mondiale de l'année (1 min 52 s 76).
Le 9 juillet, il marque un grand coup sur 100 m papillon en battant le record du monde en 50 s 22. Il courait après cette performance depuis 2005, lorsque son compatriote Ian Crocker l'avait établie à Montréal. Pour ce faire, Phelps a pu s'appuyer sur un second cinquante mètres très rapide en 26 s 39. Le Kid de Baltimore est toutefois coupé dans son élan, car il contracte un torticolis. Ne préférant prendre aucun risque, il renonce à nager les séries qualificatives du 100 m nage libre. Son entraîneur Bob Bowman relativise cette mésaventure en expliquant que l'horaire des championnats du monde ne lui aurait de toute façon pas permis de nager à la fois le 100 m libre et le 200 m papillon, cette dernière constituant l'épreuve de prédilection du nageur.
Lors des championnats du monde, Michael Phelps nagera donc le 100 m papillon, le 200 m papillon, le 200 m nage libre et, du fait de sa présence dans l'équipe américaine, les relais 4 × 100 m nage libre, 4 × 200 m nage libre et 4 × 100 m quatre nages. Il sera donc présent sur deux épreuves individuelles de moins que lors des précédents Jeux olympiques, ce qui correspond à son choix d'alléger son programme après ceux-ci.

#### Cinq titres à Rome
Michael Phelps entame ses championnats du monde avec le relais du 4 × 100 m nage libre. Malgré leur titre olympique acquis en 2008, les Américains ne sont pas les favoris à la victoire. Privés de Jason Lezak qui participe aux Maccabiades, ils sont opposés à des Français plus performants au cours de la saison 2009 et ainsi donnés favoris : sur 100 m libre individuel, Alain Bernard a un temps d'engagement de 46 s 94 et Frédérick Bousquet de 47 s 15, tandis que le meilleur américain est Nathan Adrian avec 48 s. Pourtant, le relais lancé par Michael Phelps est victorieux de la course, avec un nouveau record des championnats. Phelps, parti en premier, a nagé en 47 s 78, assez loin de son record personnel. Malgré cette victoire, il est déçu de sa performance individuelle, ayant placé le deuxième relayeur américain seulement en troisième position. De plus, il annonce officiellement abandonner sa technique aux bras tendus, n'ayant jamais été vraiment à l'aise avec depuis le début de la saison. Son entraîneur Bob Bowman confirme après la course qu'il « n'a pas vraiment nagé avec l'ancienne technique, ni vraiment avec la nouvelle. »

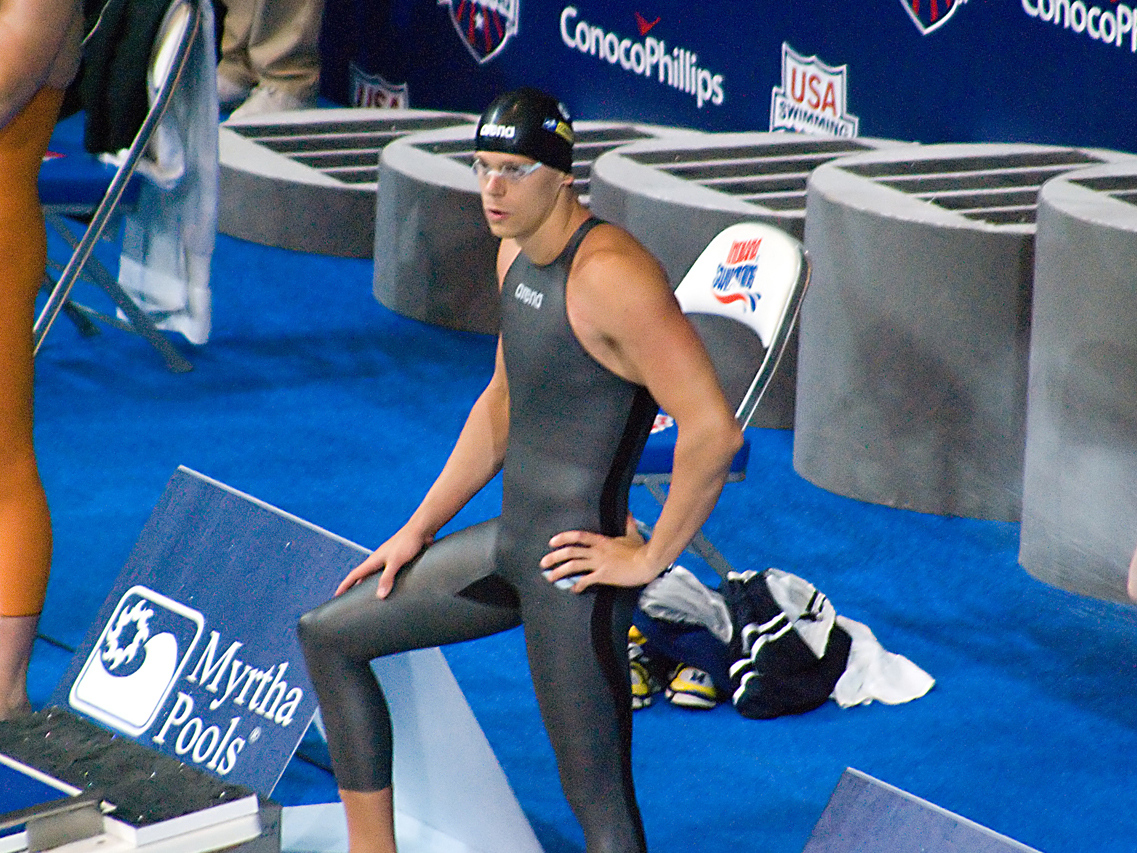
La combinaison Arena X-Glide, portée ici par César Cielo.

La course du 200 m nage libre présente une situation presque à l'opposé de celle du relais. Phelps, absolument intouchable sur cette distance depuis 2007, s'incline largement face à l'Allemand Paul Biedermann : il termine deuxième à plus d'une seconde de celui-ci. L'Allemand s'empare qui plus est du record du monde en 1 min 42 s 00. Cette défaite, dans le contexte de la polémique des combinaisons en polyuréthane, pousse Bob Bowman à faire une sortie dans la presse. En effet, Paul Biedermann, seulement cinquième de la finale lors des Jeux olympiques de Pékin, a progressé de façon spectaculaire sur la saison 2009, équipé de l'Arena X-Glide en polyuréthane. Ainsi, Bowman, jusque-là discret sur l'affaire des combinaisons, apparaît en colère du fait de la déconfiture de son nageur et somme la FINA de prendre la décision, prônée notamment par la fédération américaine de natation, d'interdire de telles combinaisons pour l'année 2010. Il menace même de ne plus faire nager Michael Phelps en compétition internationale si le règlement ne change pas en ce sens.
Michael Phelps reprend ses championnats sur le 200 papillon, une épreuve qu'il maîtrise particulièrement puisque c'est la première qu'il a disputée au niveau international (Jeux olympiques de Sydney, 2000). Recordman du monde et triple champion du monde de la distance, il confirme son statut en remportant sa quatrième médaille d'or, avec au passage un nouveau record du monde (1 min 51 s 51), sans réelle opposition. Michael Phelps avait pour stratégie de partir très fort aux premiers 150 mètres et de résister sur la dernière longueur. L'Américain était équipé du seul pantalon, avouant par la suite s'être trompé à l'échauffement en ayant choisi une combinaison trop étroite aux épaules. Par ailleurs, il ne s'était pas rasé le torse et a disputé la course dans ces conditions. Cela ne l'a pas empêché de battre son trente-quatrième record du monde, soit un de plus que Mark Spitz.
Deux jours plus tard, il lance le relais américain sur 4 × 200 m nage libre. Il nage alors en 1 min 44 s 49 et est devancé par l'Allemand Biedermann (1 min 42 s 81) au premier relais, mais ses compatriotes comblent le retard et les Américains battent finalement le record du monde en 6 min 58 s 55.
Fort de ses quatre médailles, Phelps se présente ensuite au 100 m papillon, dans un contexte encore une fois particulier. La course de l'an passé subsiste encore dans les mémoires, lorsque l'Américain avait remporté la médaille d'or de justesse aux Jeux olympiques de Pékin, pour un seul centième face au Serbe Milorad Čavić. La « revanche » est donc annoncée entre les deux nageurs pour ce qui s'annonce être une des attractions principales de ces championnats du monde. Milorad Čavić apparaît pour sa part en forme lors de la compétition. Déjà victorieux de la course du 50 m papillon, il bat le record du monde du 100 m papillon lors de la première demi-finale (50 s 01). Le départ de la finale est donné le lendemain. Phelps nage le premier 50 mètres le plus rapide de sa vie (23 s 30) mais est sans surprise derrière Čavić au virage, accusant un retard de 67 centièmes. L'Américain comble l'écart dans la seconde longueur et s'impose en 49 s 82, nouveau record du monde et première fois sous les 50 secondes. Čavić termine deuxième, lui aussi sous les 50 secondes avec un temps de 49 s 95.

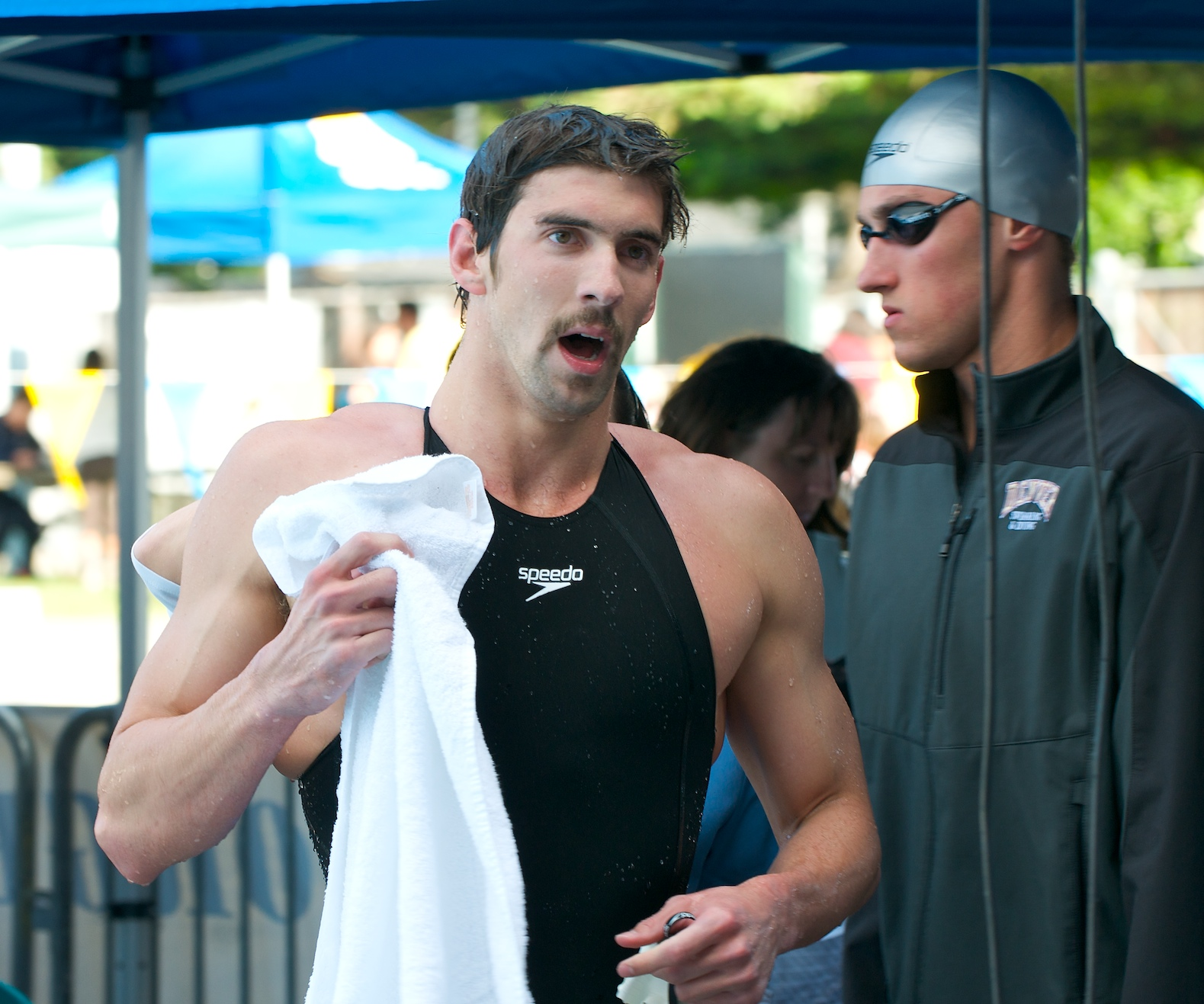
Michael Phelps nage en combinaison.

Très content de sa performance, Phelps analyse sa course, expliquant avoir bien suivi sa stratégie, qui consistait à ne pas accuser un retard de plus de sept dixièmes au virage, ce qu'il est parvenu à faire. Au sujet des déclarations de Milorad Čavić dans les médias, il en dit simplement qu'elles lui ont servi de motivation supplémentaire. Afin d'écarter toute ambigüité sur la victoire, le Serbe avait notamment proposé à son opposant de nager tous les deux en maillot de bain, ou encore de lui fournir une combinaison Arena, « dans l'heure s'il le désire », arguant que Phelps avait le choix de son équipement et que son contrat avec Speedo n'était pas une raison valable. L'équipementier australien avait en effet autorisé ses nageurs sous contrat à utiliser une combinaison plus performante à condition de masquer la marque. Toutefois, Phelps n'a pas donné suite à la proposition de Čavić et a nagé en Speedo LZR (à plaques de polyuréthane), tandis que ce dernier arborait une Arena X-Glide (entièrement constituée de polyuréthane).
Le dernier jour des championnats, Michael Phelps remporte sa cinquième médaille d'or avec le relais américain du 4 × 100 m quatre nages. Il est le seul papillonneur à être descendu sous les 50 secondes durant son relais, nageant 49 s 72.
Il ajoute ainsi cinq médailles d'or et une médaille d'argent à son palmarès, portant son total de titres de champion du monde à vingt-trois. Il a également battu deux records du monde individuels. Dans le contexte particulier de ces championnats minés par les polémiques sur les combinaisons, les succès de l'Américain, équipé d'un modèle vieux d'un an (qui faisait pourtant controverse aussi à l'époque), contribuent pour certains observateurs à redonner de la crédibilité à la natation.

### Jeux olympiques de 2012
Pour sa quatrième participation aux Jeux olympiques, Michael Phelps est engagé dans sept courses différentes dont quatre en individuel. Tout d'abord, le 28 juillet 2012 au matin, il se qualifie de justesse pour la finale du 400 m quatre nages masculin avec le huitième temps des séries en 4 min 13 s 33. Le soir même, il rate de peu le podium en obtenant le quatrième temps de la finale en 4 min 9 s 28. C'est la première fois depuis 2004 qu'il ne monte pas sur le podium dans une course olympique.
Le lendemain 29 juillet 2012, il est engagé dans le relais 4 × 100 m masculin. Il ne participe pas aux séries du matin pour se reposer. Le soir, il est le second nageur américain à se jeter à l'eau après Nathan Adrian et avant Cullen Jones et Ryan Lochte. Alors que les États-Unis sont premiers, Ryan Lochte est dépassé dans les 25 derniers mètres par le Français Yannick Agnel et le quatuor américain obtient la médaille d'argent. C'est la première fois que Michael Phelps obtient une médaille d'argent aux Jeux.
Le 30 juillet 2012 ont lieu les séries du 200 m papillon dont la finale se déroule le lendemain. Lors des séries, Michael Phelps obtient le cinquième temps en 1 min 55 s 53. Il est donc qualifié pour la demi-finale le soir même. À cette occasion, il obtient le meilleur temps de la deuxième demi-finale en 1 min 54 s 53 mais seulement le quatrième temps des deux demies. Le 31 juillet 2012, il est aligné sur deux courses : la finale du 200 m papillon et la finale du 4 × 200 m nage libre masculin. Lors de la première, il est battu de 5 centièmes par le jeune Sud-Africain Chad le Clos. Il ne réussit donc pas à devenir triple champion olympique sur cette distance comme il l'aurait voulu. Il ne participe pas aux séries du matin pour le 4 × 200 m nage libre mais lors de la finale du soir, il obtient la médaille d'or avec ses compatriotes Ryan Lochte, Conor Dwyer et Ricky Berens, 7 centièmes devant les Français. C'est sa première médaille d'or lors de ces Jeux.
Le 1er août 2012, il est engagé dans le 200 m quatre nages masculin. Lors de séries du matin, il obtient le quatrième meilleur temps en 1 min 58 s 24. Lors de la première demi-finale, il arrive second derrière son compatriote Ryan Lochte. Le lendemain 2 août 2012, il gagne haut la main la finale 63 centièmes devant le deuxième.
Le même jour, il participe aux séries du 100 m papillon masculin. Il arrive deuxième lors des séries derrière Chad le Clos en 51 s 72. Il gagne facilement sa demi-finale le soir-même en 50 s 86, le meilleur temps des deux demi-finales réunies. Le 3 août 2012, il gagne la finale en 51 s 21 soit 21 centièmes devant Chad le Clos qui l'avait battu 3 jours plus tôt sur le 200 m papillon.
Ayant décidé de tirer sa révérence après ces Jeux, Michael Phelps participe donc à sa toute dernière course olympique le 4 août 2012 avec le 4 × 100 m quatre nages. Comme d'habitude, il ne participe pas aux séries où le relais se qualifie haut la main pour la finale. Le 4 août 2012, il gagne son ultime médaille d'or olympique en compagnie de Matt Grevers, Brendan Hansen et Nathan Adrian.
À l'issue de cette dernière journée, il devient, avec ses résultats à Athènes en 2004 et à Pékin en 2008, le sportif le plus médaillé aux Jeux Olympiques dans une discipline devant la gymnaste russe Larissa Latynina. Il est détenteur de 22 médailles dont 18 titres contre 18 dont 9 titres pour la Russe, après quoi il se retire des bassins de compétition.

### Retour en 2014, suspension, et retour en 2015
Le 14 avril 2014, Michael Phelps annonce qu'il sort de sa retraite pour reprendre le cours de sa carrière sportive. En mai, il remporte le 100 m papillon du meeting Arena de Charlotte (Caroline du Nord).
Fin août 2014, lors des Championnats Pan Pacific, il remporte le 100 m papillon, le relais 4 × 200 m nage libre, et le 4 × 100 m quatre nages (record des Championnats Pan Pacific).
Début octobre 2014, il est arrêté au volant de sa voiture dans l'État du Maryland pour excès de vitesse et en état d'ivresse, et se retrouve suspendu pour six mois par la Fédération Américaine de Natation, ce qui le prive des Championnats du monde de natation 2015.
Mi-avril 2015, de retour de suspension, Michael Phelps participe au Grand Prix de Mesa, pendant lequel il remporte le 100 mètres papillon en 52 s 38 (devant Ryan Lochte en 53 s 11) et il remporte également le 100 mètres nage libre, avec un temps de 49 s 72, coiffant au poteau Ryan Lochte (49 s 77).
Début août 2015, malgré le fait qu'il ne puisse pas concourir aux Championnats du Monde de Kazan et que certains nageurs le disent hors-course, Michael Phelps établit trois meilleures performances mondiales de l'année 2015 sur les distances des 200 mètres quatre nages, 200 mètres papillon et 100 mètres papillon. Il fait mieux que les temps des champions du monde de Kazan sur ces distances. Les temps réalisés par Michael Phelps sont très proches des records du monde, ce qui montre son évolution croissante sur la saison 2015, qui est de très bon augure pour les JO de Rio en 2016.

### 2016: Jeux olympiques de Rio, le retour gagnant
Le 3 août, il est désigné porte-drapeau des États-Unis.
Le 7 août, il remporte le relais 4 × 100 m nage libre et devient le premier nageur de plus de 30 ans à remporter un titre individuel[réf. souhaitée].
Le 9 août, il remporte en moins d'une demi-heure le relais 4 × 200 m nage libre ainsi que le 200 m papillon, il devient le premier nageur à remporter quatre médailles olympiques dans la même épreuve individuelle ainsi que le premier nageur à s'aligner sur 5 finales dans la même épreuve, lors de 5 olympiades. Il reprend la médaille d'or qui lui avait échappé lors des Jeux olympiques de Londres en 2012.
Le 11 août, il remporte le 200 m quatre nages individuel hommes, il devient le premier nageur à remporter quatre médailles d'or dans la même épreuve individuelle et remporte sa 22e médaille d'or.
Le 12 août, il est battu sur 100 m papillon par Joseph Schooling et termine à la deuxième place ex-aequo avec Chad le Clos et László Cseh, il obtient sa 27e médaille olympique.
Le 13 août, il gagne sa 28e médaille olympique, et sa 23e médaille d'or en remportant aux côtés des États-Unis le relais 4 × 100 m quatre nages. Cette course signe la dernière course de sa carrière sportive.

## Caractéristiques du nageur

### Train de vie
Un article du Baltimore Sun décrit le nageur comme un « homme solitaire » avec une « concentration extrême » dirigée vers la course, mais aussi « un homme incroyablement investi dans le succès des gens qui comptent pour lui ». Bob Bowman, son entraîneur, déclare qu'« il a un véritable cœur d'enfant ».
En ce qui concerne l'alimentation, Michael Phelps absorbe pendant l'entraînement 8 000 à 10 000 kilocalories par jour[réf. nécessaire].

### Physique
Plusieurs caractéristiques physiques de Phelps sont particulièrement adaptées à la nage. D'abord, il possède un torse long et des jambes relativement courtes (80 cm), qui lui permettent de nager assez haut, à la manière d'un bateau à voile, c'est-à-dire avec une résistance à l'eau réduite. Ses bras très longs (il a une envergure de 201 cm), disproportionnés par rapport à sa taille (193 cm), font office de leviers très efficaces pour tirer l'eau. Enfin, ses grands pieds, taille 47, jouent le rôle de palmes : grâce à des chevilles très mobiles qu'il peut fléchir de presque 15° au-dessus de la normale, il peut fouetter l'eau (comme si c'était des nageoires, pour une poussée maximum).
Durant les Jeux olympiques de Pékin, en 2008, la presse a demandé au nageur si ses mensurations n'étaient peut-être pas « trop parfaites pour être vraies », en référence à des rumeurs non fondées prétendant qu'il améliorerait ses performances grâce au dopage. Phelps répond qu'il s'est engagé dans le « Projet Believe », un projet mené par l'Agence américaine antidopage suivant lequel les athlètes américains subissent volontairement des contrôles allant plus loin que les instructions prévues par l'Agence mondiale antidopage. Durant les Jeux, Phelps a été contrôlé neuf fois, et aucun test (urinaire ou sanguin) ne s'est révélé positif.

### Technique de nage
Pour gagner son titre olympique sur 200 m nage libre et établir un nouveau record du monde (1 min 42 s 96), Michael Phelps s'est servi de coulées impressionnantes en ondulation dauphin, qu'il utilise à la fois au départ et à chaque virage. L'Américain lui-même a déclaré après la course que cet aspect technique « est la principale différence avec 2004. » Pour son entraîneur Bob Bowman, grâce à ses coulées, Phelps atteint une vitesse qui ne peut être dépassée que par les nageurs de 50 m.
En 2002, à Fort Lauderdale, Phelps se sert pour la première fois de sa coulée quand il bat son premier record du monde du 400 m quatre nages. En effet, au début du parcours de crawl, il ressort de l'eau au bout de treize mètres. Bowman déclare à ce sujet que : « c'est à ce moment-là qu'on a compris quel avantage on pouvait en tirer ».
Cinq ans plus tard, aux Mondiaux de Melbourne, il se retrouve opposé sur 200 m nage libre à l'ancien détenteur du record du monde de cette discipline Pieter Van Den Hoogenband. Possédant 43 centièmes de seconde d'avance sur le Néerlandais à la dernière culbute (aux 150 m), il ressort une longueur devant ce dernier pour terminer avec 2 s 42 d’avance. On a alors chronométré un temps de 4 s 54 entre le moment de la poussée sur le mur et la reprise de nage. Il finira cette course en 1 min 43 s 86, soit 20 centièmes de mieux que la précédente marque de l'Australien Ian Thorpe.
En moyenne, ses coulées mesurent douze mètres alors que la longueur maximale autorisée par le règlement de la FINA est de quinze. En son temps, l'Australien Ian Thorpe, grand spécialiste du 200 m, avait une coulée de seulement cinq mètres.
Une autre spécificité de la coulée de Phelps est sa profondeur. L'Américain descend alors à environ 1,50 m pour éviter les turbulences et profiter de la densité de l'eau.

### Spécialités

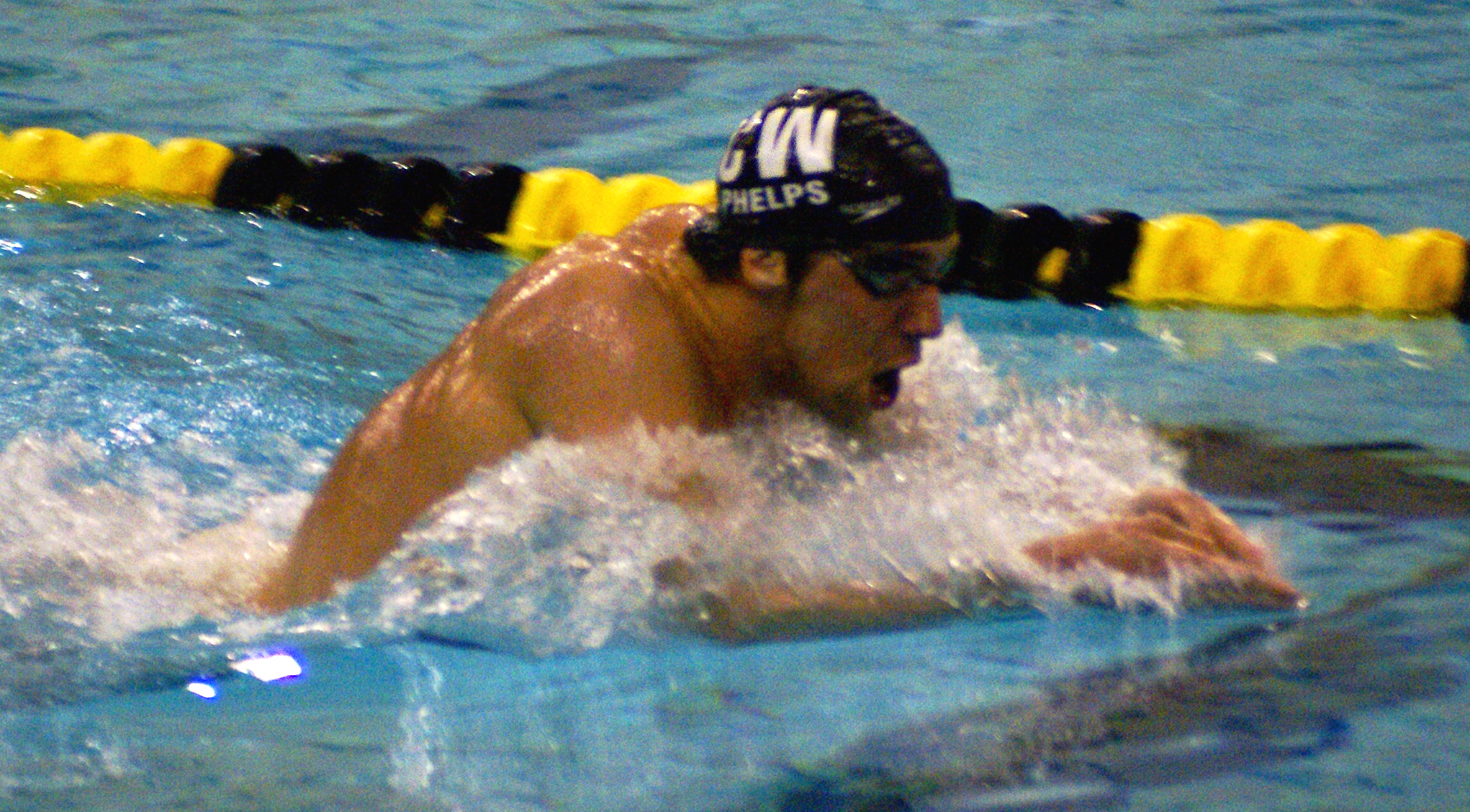
Michael Phelps sur la partie en brasse d'un 400 m 4 nages, 2008.

Le style de prédilection de Michael Phelps est le papillon : il a déjà établi plusieurs records du monde du 100 m et du 200 m papillon ; il est d'ailleurs le seul nageur à l'améliorer sur cette dernière distance depuis 2001. Il est donc logiquement aligné sur cette nage lors des relais américains du 4 × 100 m quatre nages.
Toutefois, Phelps reste un nageur très complet, du fait de ses participations (et ses succès) aux épreuves individuelles en « 4 nages » (200 et 400 m). Cela lui permet d'être très compétitif et d'approcher les spécialistes sur leurs épreuves de prédilection. Ainsi, lors des Jeux olympiques de Pékin, il est au départ du relais 4 × 100 m nage libre, une épreuve réservée en principe aux meilleurs sprinteurs de chaque pays. Il ne démérite pas puisqu'il signe un temps de 47 s 51, soit la troisième meilleure performance de tous les temps (Phelps était le premier nageur à s'élancer). Il avait également déclaré qu'il comptait à l'avenir s'aligner sur le 100 m nage libre individuel, l'épreuve reine de la natation, pour « aller défier » les ténors de la discipline comme Alain Bernard ou Eamon Sullivan, détenteur du record du monde de l'époque. Toutefois, pour exploiter au mieux ses qualités sans trop se disperser dans les disciplines individuelles, il resta finalement dans les distances supérieures ou égales à 200 m ainsi que le 100 m papillon. Pour ces mêmes raisons, il n'a aussi jamais réellement exploité ses aptitudes en épreuves de dos durant le faîte de sa carrière, bien que ses résultats en discipline "quatre nages" aient montré d'évidentes possibilités en ce sens.

## En dehors des bassins

### Surnoms
Son écrasante domination lui a valu des surnoms tels que The Baltimore Bullet (« La Balle de Baltimore ») ou « Le Glouton du Michigan »,.

### Vie privée
De sa relation avec Nicole Johnson (Miss Californie 2010) qu'il épouse le 29 octobre 2016 sont nés quatre garçons :
- Boomer Robert Phelps, né le 5 mai 2016,
- Beckett Richard Phelps, né le 12 février 2018[85].
- Maverick Nicolas Phelps, né le 9 septembre 2019.
- Nico Michael Phelps, né le 16 janvier 2024.

### Série télévisée
Le 6 mars 2014, Michael Phelps a fait une apparition dans la série télévisée Suits, avocats sur mesure. Il joue son propre rôle en tant que futur client de la compagnie d'avocats des personnages principaux (saison 3, épisode 11).

### Sponsors
De par ses performances, Michael Phelps est commandité par de nombreuses marques, dont ESPN, Omega, VISA et AT&T. Le nageur professionnel gagnerait cinq millions de dollars par an grâce au sponsoring (estimation ESPN).
En 2012, il pose aux côtés de Larissa Latynina sur une photographie de Annie Leibovitz pour une publicité de Louis Vuitton.

### Jeu vidéo
En février 2011, 505 Games annonce le développement de Michael Phelps : Push the Limit, un jeu vidéo consacré au nageur américain. Le jeu, compatible avec Kinect, est sorti en octobre 2011 sur Xbox 360.

## Palmarès et résultats

### Jeux olympiques
Ayant remporté vingt-huit médailles olympiques, Phelps est le sportif le plus médaillé aux Jeux olympiques, il devance Larissa Latynina (dix-huit médailles). Avec vingt-trois médailles d'or (acquises au cours de quatre éditions des Jeux olympiques, en 2004, 2008, 2012 et 2016), il est depuis le sportif le plus titré de l'histoire des Jeux.
N.B. : les temps reportés ci-dessous sont ceux réalisés en finale.
| Épreuve              | Édition          | Édition              | Édition             | Édition              | Édition             |
| Épreuve              | Sydney 2000      | Athènes 2004         | Pékin 2008          | Londres 2012         | Rio 2016            |
| 200 m nage libre     | -                | Bronze 1 min 45 s 32 | Or 1 min 42 s 96 RM | -                    | -                   |
| 100 m papillon       | -                | Or 51 s 25 RO        | Or 50 s 58 RO       | Or 51 s 21           | Argent 51 s 14      |
| 200 m papillon       | 5e 1 min 56 s 50 | Or 1 min 54 s 04 RO  | Or 1 min 52 s 03 RM | Argent 1 min 53 s 01 | Or 1 min 53 s 36    |
| 200 m 4 nages        | -                | Or 1 min 57 s 14 RO  | Or 1 min 54 s 23 RM | Or 1 min 54 s 27     | Or 1 min 54 s 66    |
| 400 m 4 nages        | -                | Or 4 min 08 s 26 RM  | Or 4 min 03 s 84 RM | 4e 4 min 09 s 28     | -                   |
| 4 × 100 m nage libre | -                | Bronze 3 min 14 s 62 | Or 3 min 08 s 24 RM | Argent 3 min 10 s 38 | Or 3 min 09 s 92    |
| 4 × 200 m nage libre | -                | Or 7 min 03 s 33     | Or 6 min 58 s 56 RM | Or 6 min 59 s 70     | Or 7 min 00 s 66    |
| 4 × 100 m 4 nages    | -                | Or 3 min 30 s 68 RM  | Or 3 min 29 s 34 RM | Or 3 min 29 s 35     | Or 3 min 27 s 95 RO |

### Championnats du monde
Durant sa carrière, Michael Phelps a remporté trente-quatre médailles aux championnats du monde de natation. Trente-trois de ces médailles ont été obtenues en grand bassin, la dernière ayant été gagnée lors de son unique participation aux mondiaux en petit bassin : il avait obtenu l'or sur 200 m nage libre 2004.
En grand bassin, l'Américain est le nageur le plus médaillé de l'histoire (trente-trois médailles) devant son coéquipier de relais Ryan Lochte (dix-neuf médailles). Pour les médailles d'or, Phelps est le nageur le plus titré devant Lochte, vingt-six titres contre douze pour son compatriote. Phelps détient également le record du nombre de médailles d'or remportées en un seul championnat soit sept médailles en 2007 à Melbourne contre six à Ian Thorpe en 2001 à Fukuoka.
N.B. : les temps reportés ci-dessous sont ceux réalisés en finale.
| Épreuve / Édition    | Grand bassin        | Grand bassin              | Grand bassin              | Grand bassin        | Grand bassin         | Grand bassin         |
| Épreuve / Édition    | Fukuoka 2001        | Barcelone 2003            | Montréal 2005             | Melbourne 2007      | Rome 2009            | Shanghai 2011        |
| 200 m nage libre     | -                   | -                         | Or 1 min 45 s 20          | Or 1 min 43 s 86 RM | Argent 1 min 43 s 22 | Argent 1 min 44 s 79 |
| 100 m papillon       | -                   | Argent 51 s 10            | Argent 51 s 65            | Or 50 s 77          | Or 49 s 82 RM        | Or 50 s 71           |
| 200 m papillon       | Or 1 min 54 s 58 RM | Or 1 min 54 s 35          | -                         | Or 1 min 52 s 09 RM | Or 1 min 51 s 51 RM  | Or 1 min 53 s 34     |
| 200 m 4 nages        | -                   | Or 1 min 56 s 04 RM       | Or 1 min 56 s 68          | Or 1 min 54 s 98 RM | -                    | Argent 1 min 54 s 16 |
| 400 m 4 nages        | -                   | Or 4 min 09 s 09 RM       | -                         | Or 4 min 06 s 22 RM | -                    | -                    |
| 4 × 100 m nage libre | -                   | -                         | Or 3 min 13 s 77          | Or 3 min 12 s 72    | Or 3 min 09 s 21 RC  | Bronze 3 min 11 s 96 |
| 4 × 200 m nage libre | -                   | Argent 7 min 10 s 26      | Or 7 min 06 s 58          | Or 7 min 03 s 24 RM | Or 6 min 58 s 55 RM  | Or 7 min 02 s 67     |
| 4 × 100 m 4 nages    | -                   | Or Ne nage que les séries | Or Ne nage que les séries | -                   | Or 3 min 27 s 28 RM  | Or 3 min 32 s 06     |

| Épreuve / Édition | Petit bassin      |
| Épreuve / Édition | Indianapolis 2004 |
| 200 m nage libre  | Or 1 min 43 s 59  |

### Championnats pan-pacifiques
N.B. : les temps reportés ci-dessous sont ceux réalisés en finale.
| Épreuve                | Édition              | Édition              | Édition             | Édition              |
| Épreuve                | Yokohama 2002        | Victoria 2006        | Irvine 2010         | Gold Coast 2014      |
| 200 m dos              | –                    | Argent 1 min 56 s 81 | –                   | –                    |
| 100 m papillon         | –                    | –                    | Or 50 s 86 RC       | Or 51 s 29           |
| 200 m papillon         | Argent 1 min 55 s 41 | Or 1 min 53 s 80 RM  | Or 1 min 54 s 11    | –                    |
| 200 m quatre nages     | Or 1 min 59 s 70     | Or 1 min 55 s 84 RM  | –                   | Argent 1 min 56 s 04 |
| 400 m quatre nages     | Or 4 min 12 s 48     | Or 4 min 10 s 47     | –                   |                      |
| 4 × 100 m nage libre   | –                    | Or 3 min 12 s 46 RM  | Or 3 min 11 s 74 RC | Argent 3 min 13 s 36 |
| 4 × 200 m nage libre   | Argent 7 min 11 s 81 | Or 7 min 05 s 28     | Or 7 min 03 s 84 RC | Or 7 min 05 s 17     |
| 4 × 100 m quatre nages | Or 3 min 33 s 48 RM  | –                    | Or 3 min 32 s 48    | Or 3 min 29 s 94     |

## Records

### Records personnels
Ce tableau détaille les records personnels de Michael Phelps en grand et petit bassin au 27 juillet 2011. Phelps a battu tous ses records du monde en grand bassin.
| Épreuve          | Temps          | Compétition                 | Lieu                     | Date            |
| 100 m nage libre | 47 s 51 (r)    | Jeux olympiques 2008        | Pékin, Chine             | 11 août 2008    |
| 200 m nage libre | 1 min 42 s 96  | Jeux olympiques 2008        | Pékin, Chine             | 12 août 2008    |
| 400 m nage libre | 3 min 46 s 73  | Championnats des États-Unis | College Park, États-Unis | 5 août 2003     |
| 100 m dos        | 53 s 01        | Championnats des États-Unis | Indianapolis, États-Unis | 3 août 2007     |
| 200 m dos        | 1 min 54 s 65  | Championnats des États-Unis | Indianapolis, États-Unis | 1er août 2007   |
| 100 m papillon   | 49 s 82        | Championnats du monde       | Rome, Italie             | 1er août 2009   |
| 200 m papillon   | 1 min 51 s 51  | Championnats du monde       | Rome, Italie             | 27 juillet 2009 |
| 200 m 4 nages    | 1 min 54 s 16  | Championnats du monde       | Shanghaï, Chine          | 27 juillet 2011 |
| 400 m 4 nages    | 4 min 3 s 84 ' | Jeux olympiques 2008        | Pékin, Chine             | 10 août 2008    |

Légende : « r » signifie qu’il a été le premier relayeur lors d’un relais 4 × 100 m.
| Épreuve          | Temps         | Compétition                    | Lieu                 | Date             |
| 200 m nage libre | 1 min 42 s 78 | Coupe du monde en petit bassin | New York, États-Unis | 4 février 2006   |
| 100 m papillon   | 51 s 11       | Coupe du monde en petit bassin | Melbourne, Australie | 28 novembre 2003 |
| 200 m papillon   | 1 min 52 s 27 | Coupe du monde en petit bassin | Melbourne, Australie | 28 mars 2007     |
| 200 m 4 nages    | 1 min 54 s 85 | Coupe du monde en petit bassin | Melbourne, Australie | 28 mars 2007     |
| 400 m 4 nages    | 4 min 3 s 99  | Coupe du monde en petit bassin | New York, États-Unis | 3 février 2006   |

### Records du monde en relais
Détail des records du monde en relais codétenus par Phelps au 17 août 2008.
- Relais 4 × 100 m nage libre : record du monde en 3 min 08 s 24 le 11 août 2008 à Pékin,  Chine
- Relais 4 × 200 m nage libre : record du monde en 6 min 58 s 56 le 13 août 2008 à Pékin,  Chine
- Relais 4 × 100 m 4 nages : record du monde en 3 min 29 s 34[97] le 17 août 2008 à Pékin,  Chine

### Records du monde battus
Au 1er août 2009, Michael Phelps a établi ou co-établi 36 records du monde (29 individuels et 7 en relais). Il a donc désormais dépassé le nombre de records du monde battus par Mark Spitz qui est de 33.
Ces tableaux détaillent ces 36 records du monde. Tous l'ont été en grand bassin.

#### Records du monde individuels établis par Michael Phelps
| Épreuve          | Temps         | Compétition                       | Lieu                        | Date            |
| 200 m nage libre | 1 min 43 s 86 | Championnats du monde             | Melbourne, Australie        | 27 mars 2007    |
| 200 m nage libre | 1 min 42 s 96 | Jeux olympiques 2008              | Pékin, Chine                | 12 août 2008    |
| 100 m papillon   | 51 s 47       | Championnats du monde             | Barcelone, Espagne          | 25 juillet 2003 |
| 100 m papillon   | 50 s 22       | Championnats des États-Unis       | Indianapolis, États-Unis    | 9 juillet 2009  |
| 100 m papillon   | 49 s 82       | Championnats du monde             | Rome, Italie                | 1er août 2009   |
| 200 m papillon   | 1 min 54 s 92 |                                   | Austin, États-Unis          | 30 mars 2001    |
| 200 m papillon   | 1 min 54 s 58 | Championnats du monde             | Fukuoka, Japon              | 24 juillet 2001 |
| 200 m papillon   | 1 min 53 s 93 | Championnats du monde             | Barcelone, Espagne          | 22 juillet 2003 |
| 200 m papillon   | 1 min 53 s 80 | Championnats pan-pacifiques       | Victoria, Canada            | 17 août 2006    |
| 200 m papillon   | 1 min 53 s 71 |                                   | Columbia, États-Unis        | 17 février 2007 |
| 200 m papillon   | 1 min 52 s 09 | Championnats du monde             | Melbourne, Australie        | 28 mars 2007    |
| 200 m papillon   | 1 min 52 s 03 | Jeux olympiques 2008              | Pékin, Chine                | 13 août 2008    |
| 200 m papillon   | 1 min 51 s 51 | Championnats du monde             | Rome, Italie                | 29 juillet 2009 |
| 200 m 4 nages    | 1 min 57 s 94 |                                   | Santa Clara, États-Unis     | 29 juin 2003    |
| 200 m 4 nages    | 1 min 57 s 52 | Championnats du monde             | Barcelone, Espagne          | 24 juillet 2003 |
| 200 m 4 nages    | 1 min 56 s 04 | Championnats du monde             | Barcelone, Espagne          | 25 juillet 2003 |
| 200 m 4 nages    | 1 min 55 s 94 |                                   | College Park, États-Unis    | 9 août 2003     |
| 200 m 4 nages    | 1 min 55 s 84 | Championnats pan-pacifiques       | Victoria, Canada            | 20 août 2006    |
| 200 m 4 nages    | 1 min 54 s 98 | Championnats du monde             | Melbourne, Australie        | 29 mars 2007    |
| 200 m 4 nages    | 1 min 54 s 80 | Sélections olympiques américaines | Omaha, États-Unis           | 4 juillet 2008  |
| 200 m 4 nages    | 1 min 54 s 23 | Jeux olympiques 2008              | Pékin, Chine                | 15 août 2008    |
| 400 m 4 nages    | 4 min 11 s 09 | Championnats des Etats-Unis       | Fort Lauderdale, États-Unis | 15 août 2002    |
| 400 m 4 nages    | 4 min 10 s 73 |                                   | Indianapolis, États-Unis    | 6 avril 2003    |
| 400 m 4 nages    | 4 min 09 s 09 | Championnats du monde             | Barcelone, Espagne          | 27 juillet 2003 |
| 400 m 4 nages    | 4 min 08 s 41 | Sélections olympiques américaines | Long Beach, États-Unis      | 7 juillet 2004  |
| 400 m 4 nages    | 4 min 08 s 26 | Jeux olympiques 2004              | Athènes, Grèce              | 14 août 2004    |
| 400 m 4 nages    | 4 min 06 s 22 | Championnats du monde             | Melbourne, Australie        | 1er avril 2007  |
| 400 m 4 nages    | 4 min 05 s 25 | Sélections olympiques américaines | Omaha, États-Unis           | 29 juin 2008    |
| 400 m 4 nages    | 4 min 03 s 84 | Jeux olympiques 2008              | Pékin, Chine                | 10 août 2008    |

#### Records du monde en relais co-établis par Michael Phelps
| Épreuve                     | Temps         | Compétition                      | Lieu                 | Date            |
| Relais 4 × 100 m nage libre | 3 min 12 s 46 | Championnats pan-pacifiques 2006 | Victoria, Canada     | 19 août 2006    |
| Relais 4 × 100 m nage libre | 3 min 08 s 24 | Jeux olympiques 2008             | Pékin, Chine         | 11 août 2008    |
| Relais 4 × 200 m nage libre | 7 min 03 s 23 | Championnats du monde            | Melbourne, Australie | 30 mars 2007    |
| Relais 4 × 200 m nage libre | 6 min 58 s 56 | Jeux olympiques 2008             | Pékin, Chine         | 13 août 2008    |
| Relais 4 × 200 m nage libre | 6 min 58 s 55 | Championnats du monde            | Rome, Italie         | 31 juillet 2009 |
| Relais 4 × 100 m 4 nages    | 3 min 33 s 48 | Championnats pan-pacifiques 2002 | Yokohama, Japon      | 29 août 2002    |
| Relais 4 × 100 m 4 nages    | 3 min 29 s 34 | Jeux olympiques 2008             | Pékin, Chine         | 17 août 2008    |

### Tentatives de prouesses échouées
En 2017, il perd une course « virtuelle » contre un requin blanc.

## Distinctions
- 2e du trophée Champion des champions par le journal L'Équipe en 2012,